# Robert de Stafford
Robert de Stafford o de Toeni (Belvoir, 1036 – Eversham, 1088) è stato un nobile normanno, antenato dei baroni e conti di Stafford e dei duchi di Buckingham.

## Biografia
Era figlio del normanno Roger de Toeni e della terza moglie Godeheut Borrell.
Guglielmo il Conquistatore gli affidò il castello di Stafford, posto in posizione strategica, perché controllasse l'ostile e rivoltosa comunità anglosassone.
Fu signore di numerosi feudi nel Warwichshire e Lincolnshire, e anche nello Oxfordshire.
Si sposò due volte. La prima moglie fu Adelisa de Savona che gli diede una figlia:
- Adelisa de Toeni, che sposò Roger Bigod, I conte di Norfolk.

La seconda moglie fu Avice de Clare da cui ebbe altri figli:
- Nicholas (?-1138)[2][5];
- Nigel[2];
- Robert[2];
- Alan (-dopo il 1160)[5];
- Roger (-dopo il 1166)[5];
- Jordan (-dopo il 1166)[5].

In vecchiaia si ritirò come monaco a Eversham dove morì e fu sepolto.